# Neko ni Fuusen
Singles de Ai Ōtsuka
Smily / Biidama
(2005) Planetarium
(2005)
Neko ni Fuusen (ネコに風船) est le 9e single de Ai Ōtsuka sorti sous le label Avex Trax le 13 juillet 2005 au Japon. Il atteint la 3e place du classement de l'Oricon, et reste classé pendant 14 semaines, pour un total de 111 324 exemplaires vendus.
Neko ni Fuusen a été utilisé comme campagne publicitaire pour "Toshiba" mobile phone W31T; Natsu Sora a également été utilisé comme campagne publicitaire pour music.jp. Neko ni Fuusen se trouve sur la compilation Ai am BEST et sur l'album Love Cook.

## Liste des titres
| 1. | Neko ni Fuusen (ネコに風船)                | 5:13 |
| 2. | Natsu Sora (夏空)                          | 4:34 |
| 3. | Neko ni Fuusen (instrumental) (ネコに風船) | 5:11 |
| 4. | Natsu Sora (instrumental) (夏空)           | 4:31 |

| 1. | Neko ni Fuusen (ネコに風船) |  |

### Interprétations à la télévision
- MUSICBOX Dragon Z (11 juillet 2005)
- Music Station (15 juillet 2005)
- Music Fighter (15 juillet 2005)
- CDTV SP (16 juillet 2005)
- Utaban (21 juillet 2005)
- Pop Jam (22 juillet 2005)
- Domoto Kyoudai (22 avril 2007)